# Alexis Cantero
Alexis Javier Cantero Fernández (ur. 5 lutego 2003 w Asunción) – paragwajski piłkarz występujący na pozycji lewego obrońcy, od 2022 roku zawodnik Guaraní.